# Eurasian Resources Group
Eurasian Resources Group (ERG) — международная группа компаний, одна из ведущих в мире групп в сфере добычи и переработки минеральных ресурсов с интегрированными, добывающими, перерабатывающими, энергетическими и логистическими предприятиями. Основная часть активов находится в Казахстане. Ранее была известна как Eurasian Natural Resources Corporation (ENRC), входила в список FTSE 100, а её акции котировались на Лондонской (LSE) и Казахстанской (KASE) фондовых биржах . В 2013 году корпорация с этих площадок ушла.
Eurasian Resources Group (ERG) выкупила корпорацию ENRC и вывела её из статуса публичной компании, учредив для управления своими казахстанскими активами ТОО «Евразийская группа».

## История группы
Активы ENRC были приобретены в середине 1990-х годов в процессе приватизации в Казахстане. Преобразование активов в единую группу компаний произошло в 2006 году — была создана холдинговая компания, зарегистрированная в Англии и Уэльсе, а также упрощена структура собственности активов группы.
В декабре 2007 года ENRC провела первичное размещение акций на основной площадке Лондонской фондовой биржи, после чего в марте 2008 года вступила в индекс FTSE 100.
В декабре 2009 года диверсификация группы продолжилась путём приобретения Central African Mining and Exploration Company (CAMEC), развивающейся горнорудной компании в Африке. Активы компании включают медь, кобальт, уголь, бокситы, платину и флюориты, а также логистику. Медные и кобальтовые активы CAMEC расположены в Демократической Республике Конго (ДРК), а проекты развития — в Мозамбике, Мали, Зимбабве и Южной Африке.
В феврале 2010 года ENRC приобрела 90 % акций Chambishi Metals PLC (Чамбиши), перерабатывающего предприятия в Замбии, а также 100 % акций Comit Resources FZE, маркетинговой и торговой компании, расположенной в Дубае, которая традиционно обеспечивала сбыт меди и кобальта производства компании Chambishi. Сделка была завершена в июне 2010 года. В августе 2010 года Группа ENRC приобрела 50,5 % акций компании Camrose Resources Limited (Camrose). Активы компании представляют собой лицензии на разработку высококачественных месторождений меди и кобальта в ДРК.
В сентябре 2010 года Группа ENRC приобрела 50 % оставшихся акций компании Bahia Minerals BV и опцион на покупку 100 % обращающихся акций компаний Block V Limited и Caera Minerals Limited, которые совместно владеют компанией Greystone Mineracao do Brasil Limitada (Greystone), имеющей горнодобывающую лицензию на разработку месторождения, расположенного вблизи проекта BMBV.

## Активы ERG
ERG осуществляет свою деятельность в Казахстане, Китае, России, Бразилии и Африке (в Демократической Республике Конго, Замбии, Мозамбике и Южно-Африканской Республике).
ERG интегрирует шесть основных подразделений:
- Ферросплавов
- Железной руды
- Глинозема и алюминия
- Энергетики
- Других цветных металлов
- Логистики

Евразийская Группа осуществляет управление производственными активами на территории Республики Казахстан и состоят из следующих предприятий:
- ТНК «Казхром»
- Соколовско-Сарбайское горно-обогатительное производственное объединение (ССГПО)
- АО «Алюминий Казахстана»
- Казахстанский электролизный завод
- ERG Service
  - Павлодарский машиностроительный завод
- Евроазиатская энергетическая корпорация (ЕЭК)
- ENRC Logistics
- АО «Шубарколь комир»[12].

ERG является крупнейшим в мире производителем феррохрома (по содержанию хрома), крупнейшим в Казахстане предприятием по добыче и переработке железной руды, одним из крупнейших в мире экспортёров железной руды и девятым крупнейшим производителем товарного глинозёма по объёму в мире.
ERG вносит существенный вклад в развитие ВВП Казахстана (на долю ERG в 2009 году приходилось 3 % ВВП республики). На 2020 год в группе работает более 85 000 человек, из которых 65 000 — в Казахстане.